# Пратсберг (Њујорк)
Пратсберг (енгл. Prattsburgh) насељено је место без административног статуса у америчкој савезној држави Њујорк.

## Демографија
По попису из 2010. године број становника је 656.
| Група             | 2000.    | 2010.       |
| Белци             | 0 (0,0%) | 628 (95,7%) |
| Афроамериканци    | 0 (0,0%) | 12 (1,8%)   |
| Азијати           | 0 (0,0%) | 1 (0,2%)    |
| Хиспаноамериканци | 0 (0,0%) | 9 (1,4%)    |
| Укупно            | 0        | 656         |